# François Callet
François Callet SJ (* 8. Mai 1822; † 7. April 1885, Saint-Denis) war ein französischer Missionar in Madagaskar und der Herausgeber des Tantara ny Andriana eto Madagasikara.

## Leben
Callet kam als Missionar nach Madagaskar. In den Jahren zwischen 1878 und 1881 zeichnete er die mündliche Überlieferung der Könige von Imerina auf. Da Königin Ranavalona II. jedoch den Protestantismus zur Staatsreligion erhob, begab er sich weiter nach Réunion, wo er 1885 starb.
Sein Werk ist bis heute eine wichtige Quelle für die Geschichte von Madagaskar. Es war ursprünglich auf Malagasy verfasst und wurde 1908 ins Französische übersetzt.